# Barbigha
Barbigha é um cidade no distrito de Sheikhpura , no estado indiano de Bihar.

## Demografia
Segundo o censo de 2001, Barbigha tinha uma população de 38.258 habitantes. Os indivíduos do sexo masculino constituem 53% da população e os do sexo feminino 47%. Barbigha tem uma taxa de literacia de 52%, inferior à média nacional de 59,5%; com 63% para o sexo masculino e 37% para o sexo feminino. 19% da população está abaixo dos 6 anos de idade.